# Saint-Lô
Saint-Lô, manchmal auch als Saint Laud notiert, ist eine französische Stadt und Präfektur des Départements Manche in der Region Normandie. Sie hat 19.352 Einwohner (Stand 1. Januar 2022) und ist die Hauptstadt des gleichnamigen Arrondissements. Sie liegt auf der Halbinsel Cotentin.

## Geschichte

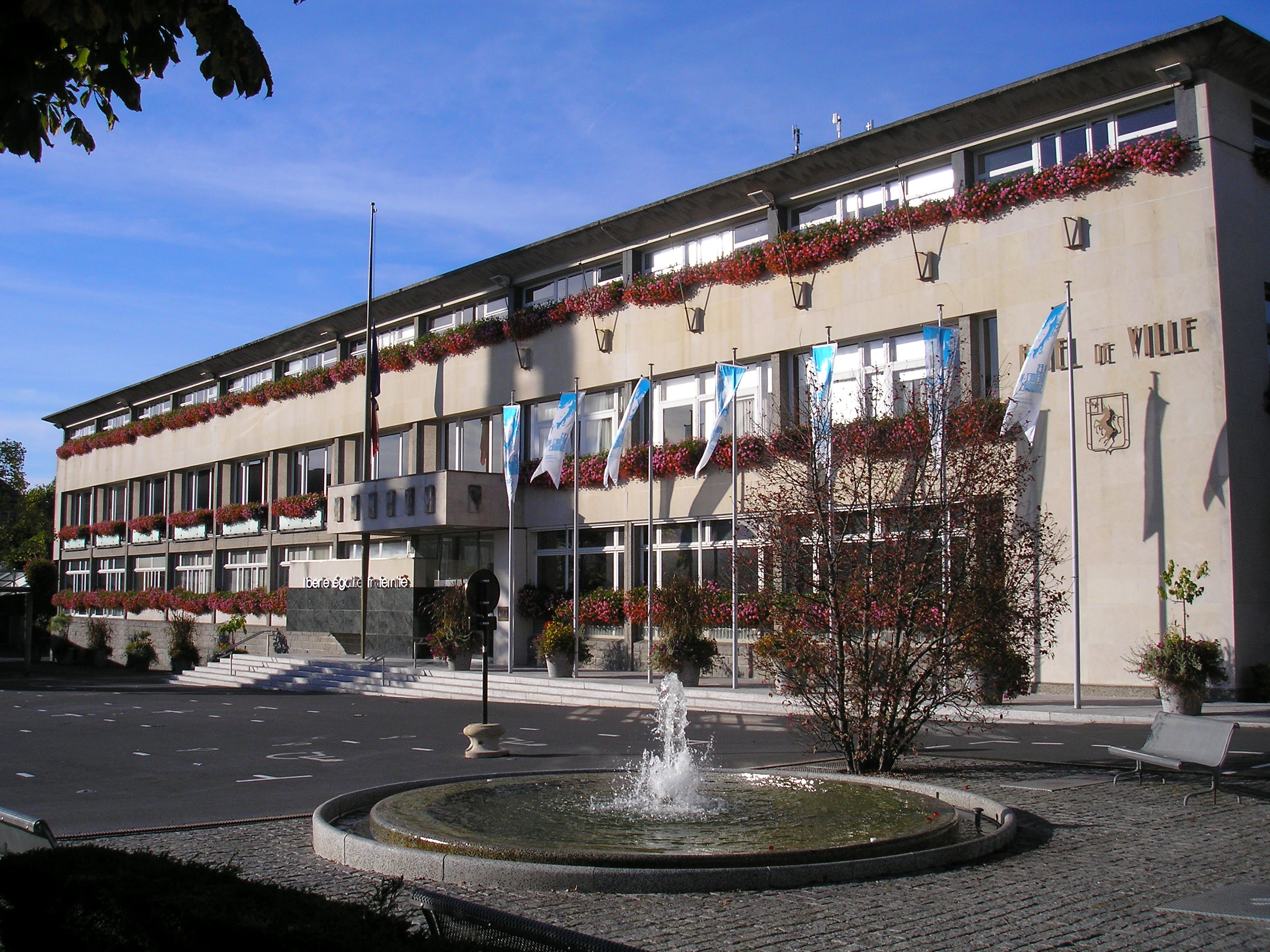
Rathaus von Saint-Lô

Der geschichtsträchtige Ort nannte sich in römisch-gallischer Zeit zunächst Briovère oder auch Briovera, was in keltischer Sprache etwa Brücke über die Vire bedeutet. Im Jahre 56 v. Chr. besetzten die Römer unter dem Heerführer Cäsars Quintus Titurius Sabinus im Zuge des Kampfes gegen den gallischen Stamm der Veneller den Ort. Im 6. Jahrhundert erhielt er die Bezeichnung Saint Laud nach dem Namen eines Bischofs von Coutances namens Laudo oder Laudus (Liste der Bischöfe von Coutances), der hier seine Residenz nahm und dessen Grab einige Zeit als Pilgerstätte diente.

### Zerstörung im Zweiten Weltkrieg und Wiederaufbau

#### Zerstörung durch die alliierten Luftstreitkräfte
Für die alliierten Landungsoperationen in Frankreich am 6. Juni 1944, der Operation Overlord, musste nach Ansicht der Alliierten die Stadt Saint-Lô, die als ein strategischer Rückhalt der deutschen Verteidigung und Verkehrsknotenpunkt galt, zerstört werden. Man beabsichtigte zu verhindern, dass deutsche Truppen aus der Bretagne nach Osten verlegt werden könnten.
Eine Warnung der Bevölkerung vor dem Luftangriff, die mit zuvor abgeworfenen Flugblättern erfolgen sollte, misslang, da die Flugblätter durch die alliierten Flugzeuge teils in Nachbarorten abgeworfen wurden.
Der große Luftangriff in der ersten Nacht nach der alliierten Landung, vom 6. auf den 7. Juni, mit etwa 2.000 alliierten Bombern, traf sowohl die Masse der Bewohner als auch die deutschen Truppen in der Stadt deshalb unvorbereitet. Er verwandelte die Stadt jedoch in eine riesiges Trümmerfeld, in dem 77 % der Gebäude beschädigt oder vollständig zerstört worden waren. Alleine im städtischen Gefängnis sind dabei etwa 200 Inhaftierte, darunter auch 76 politische Gefangene, die dem Widerstand angehörten, umgekommen. Schätzungen gehen von insgesamt 500 Getöteten in dieser Bombennacht aus.

#### Kämpfe um die Stadt
Die schnelle Einnahme von Saint-Lô, die man sich in der ursprünglichen Planung auf alliierte Seite vorgestellt hatte, misslang. Das typische Bocage-Gelände (Heckenlandschaft) der Normandie lieferte den deutschen Verteidigern viele Möglichkeit zum Widerstand. Erst am 29. Juni griffen Teile 29th US-Infantry Division, die zum XIX US Corps gehörte in Richtung der Stadt an. Am 15. Juli wurde von Osten vordringend in den für die alliierten und deutschen Streitkräfte verlustreichen Kämpfen von den Alliierten die Stadtgrenze erreicht. Nachdem die alliierten Truppen die Stadt zuvor praktisch eingeschlossen hatten, dauerten die Kämpfe mit den eingeschlossenen deutschen Kräften um die Ruinenstadt noch bis zum 24. Juli an.

#### Der US-amerikanische Major Howie
Ein amerikanischer Bataillonskommandeur erlangte in der Schlacht um die Stadt größte Bekanntheit. Thomas D. Howie war Befehlshaber des 3rd Battalion/ 116th Infantry Regiment der 29th US Infantry Division. Er hatte am 16. Juli einen Entsatzangriff auf die Position des von deutschen Kräften isolierten 2nd Battalion geführt, den er erfolgreich abgeschlossen hatte. Für den 17. Juli versprach er seinem kommandierenden General den Angriff und die Einnahme von Saint-Lô. Kurz darauf wurde er beim Einschlag einer Artilleriegranate getötet. Seine Kameraden vom 3rd Battalion bahrten ihn am 17. Juli auf der Motorhaube eines Jeep auf und fuhren mit ihm über die Stadtgrenze von Saint-Lô, damit er, wie von seinem befehlshabenden Vorgesetzten, Major General Charles Gerhardt, befohlen, der erste amerikanische Soldat in Saint-Lô würde. Später wurde er auf einem Trümmerhaufen an der Straße abgelegt und mit einer amerikanischen Flagge bedeckt. Durch die amerikanische Berichterstatter entstanden Photos, welche später symbolisch für den Opfergang amerikanischer Soldaten in Europa wurden. Auf der Place du Major Howie, an der Rue Maréchal Juin und Rue Maréchal de Lattre de Tassigny zusammen treffen, befindet sich heute das Mémorial du Major Howie.

#### Wiederaufbau
Vorschläge, die Stadt so zu belassen und wenige Kilometer weiter eine neue zu errichten, stießen auf Ablehnung bei Bevölkerung und Behörden. Nach und nach wurde sie wieder aufgebaut; auch deutsche Kriegsgefangene wurden für den Wiederaufbau eingesetzt.

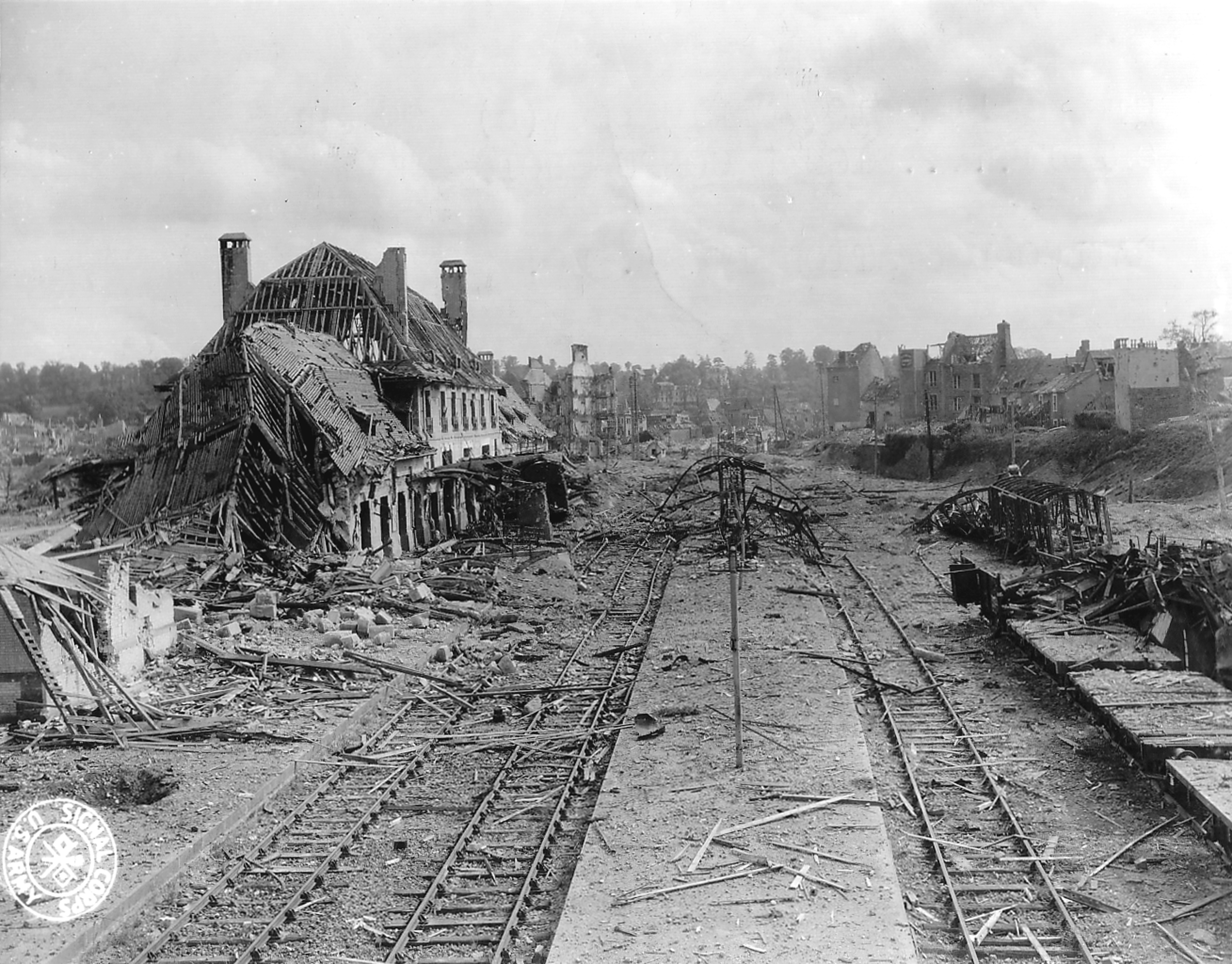
Bahnhof und Teile der zerstörten Stadt (Sommer 1944)
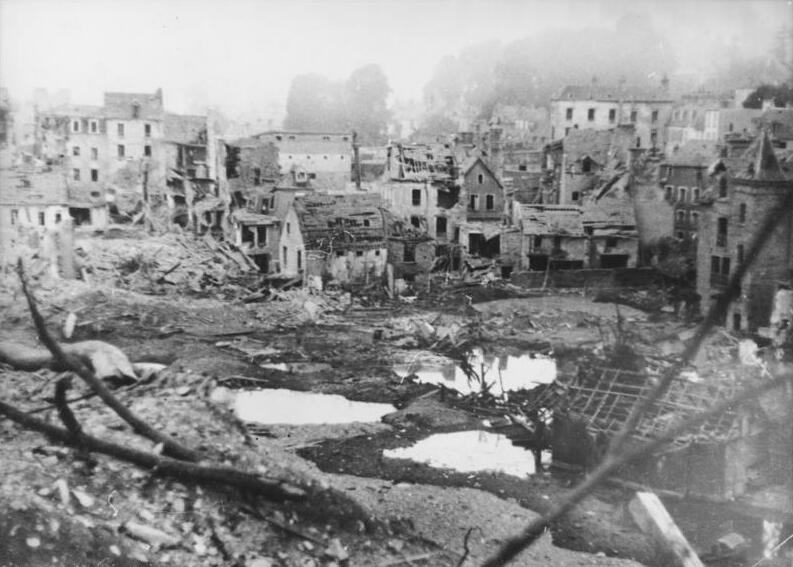
Zerstörtes Stadtviertel (Sommer 1944)
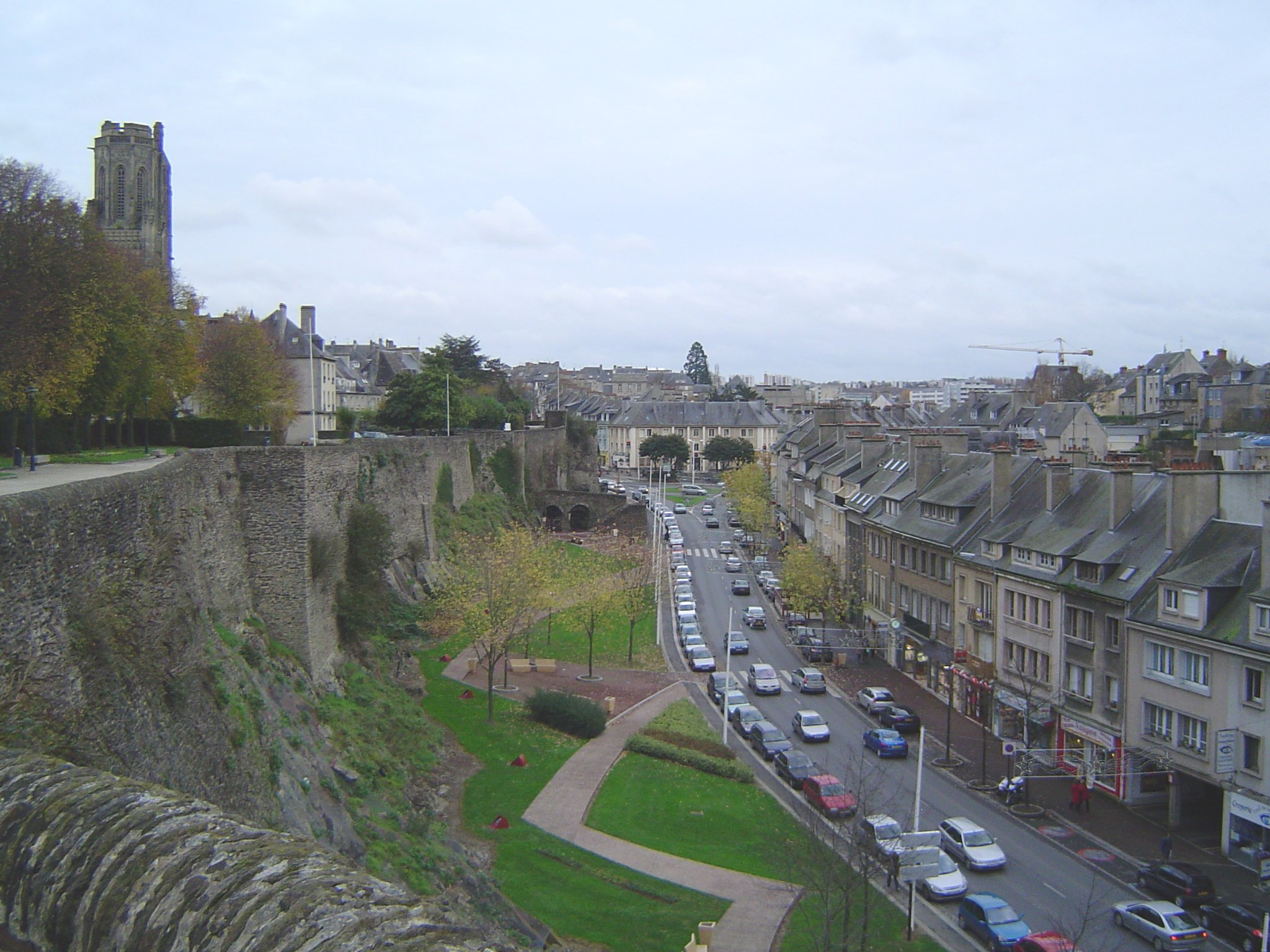
Befestigungsmauern
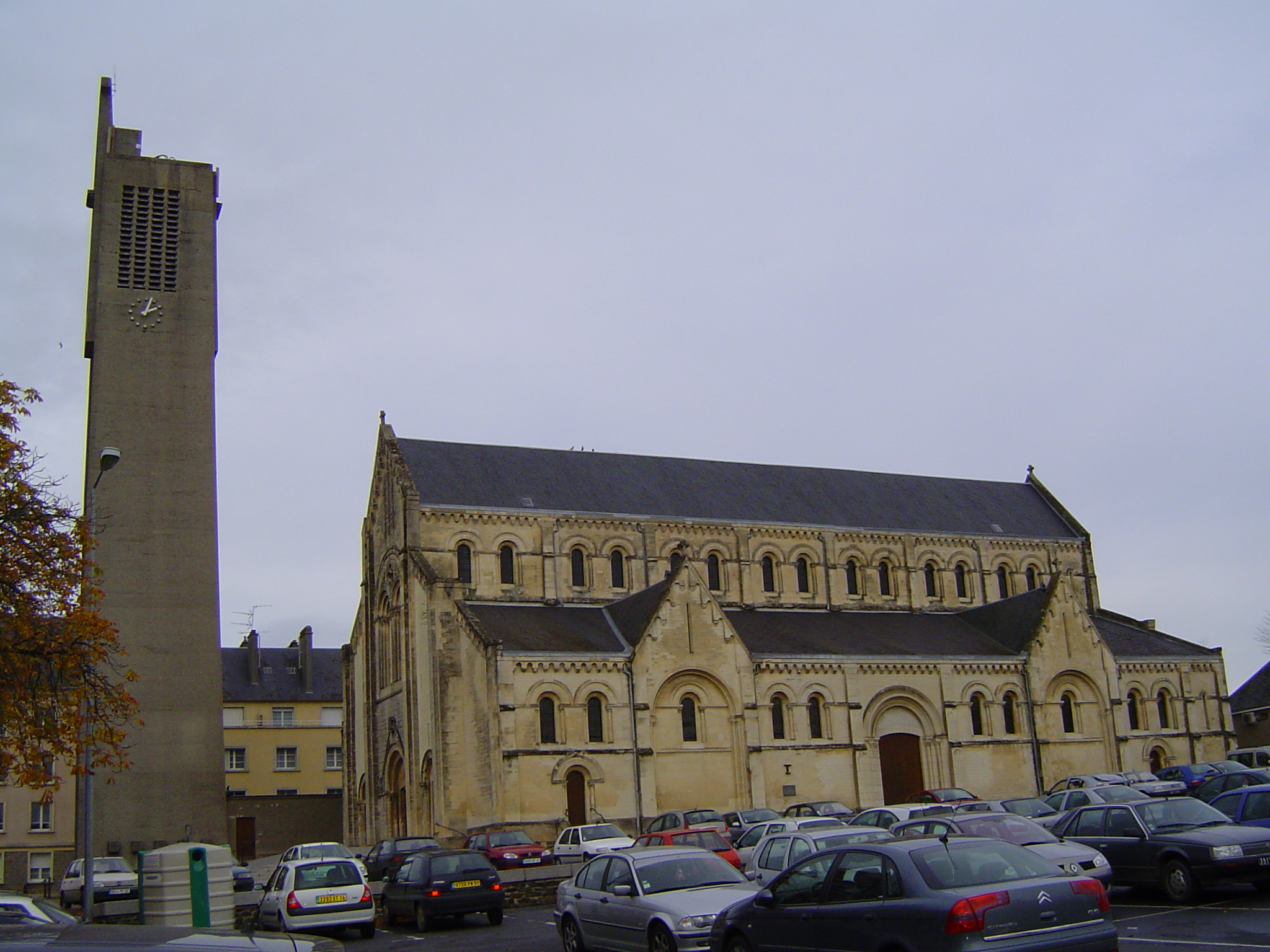
Kirche zum Heiligen Kreuz

#### Rezension zur Zerstörung
Samuel Beckett nannte Saint-Lô in einer nie ausgestrahlten Radio-Reportage für den irischen Rundfunk Éireann Capital of the Ruins (Hauptstadt der Ruinen).

## Bevölkerungsentwicklung
| Jahr      | 1962   | 1968   | 1975   | 1982   | 1990   | 1999   | 2011   | 2018   |
| Einwohner | 15.388 | 18.615 | 23.221 | 23.212 | 21.546 | 20.090 | 18.874 | 19.024 |

## Sehenswürdigkeiten

### Haras national

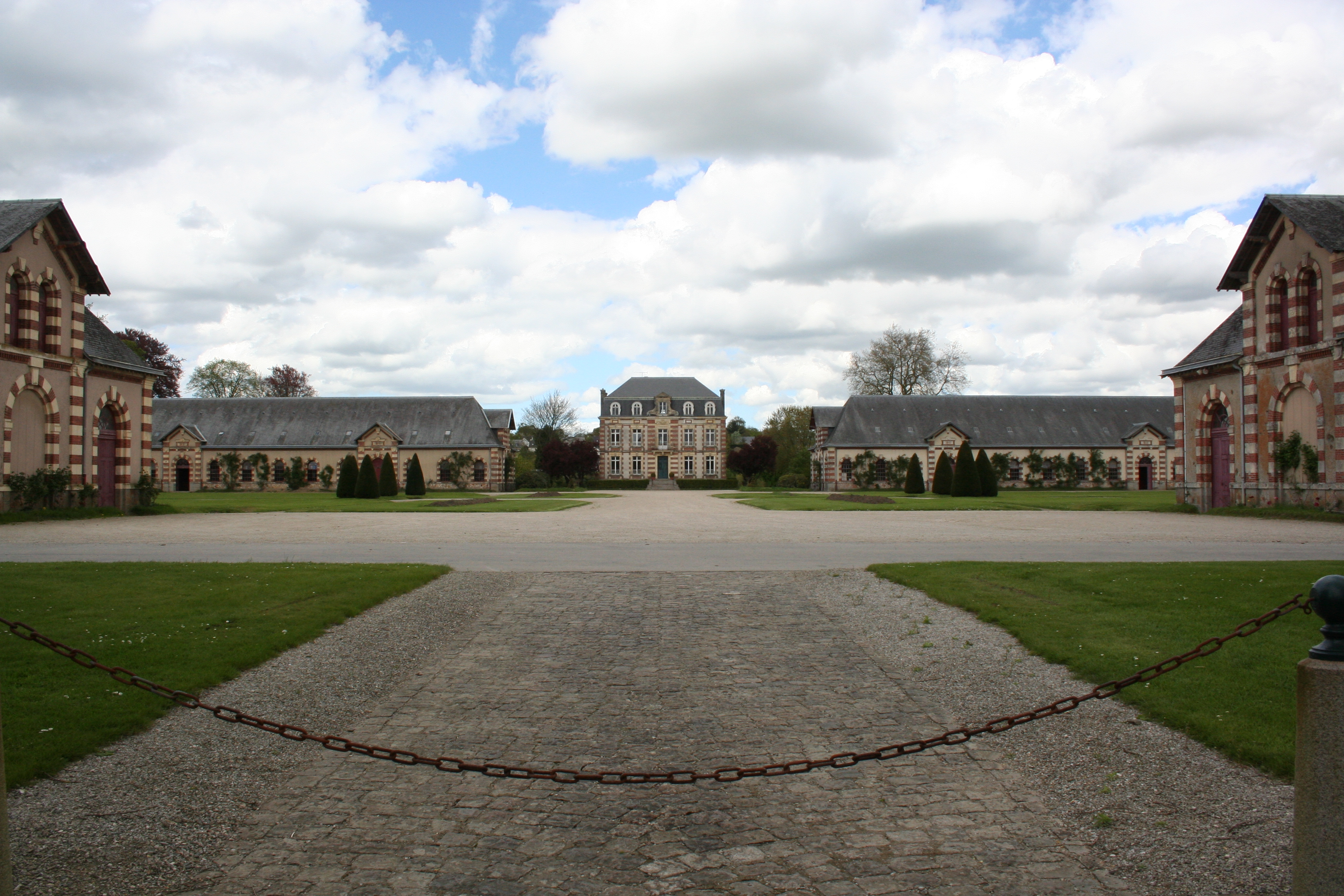
Haras national de Saint-Lô

Das Nationalgestüt Haras national de Saint-Lô blickt auf eine mehr als zweihundertjährige Geschichte zurück. Im Jahr 1806 von Napoleon Bonaparte durch ein kaiserliches Dekret gestiftet, wurde es zunächst auf dem Gelände der ehemaligen Abtei von St. Croix (zum Heiligen Kreuz) eingerichtet. Der Grundstein für die Errichtung der Gebäude auf dem heutigen Gelände östlich des Stadtzentrums wurde im Jahr 1884 gelegt.
Durch die Bombardierung der Stadt am 6. Juni 1944 wurde auch das Gestüt zerstört. Als einen der wenigen Gebäudekomplexe rekonstruierte man das Gestüt so originalgetreu wie möglich, wobei die originalen Baupläne aus dem 19. Jahrhundert verwendet wurden.
Heute ist das Nationalgestüt ein Zentrum für Pferdewirtschaft, -sport und -zucht in der Region Normandie.

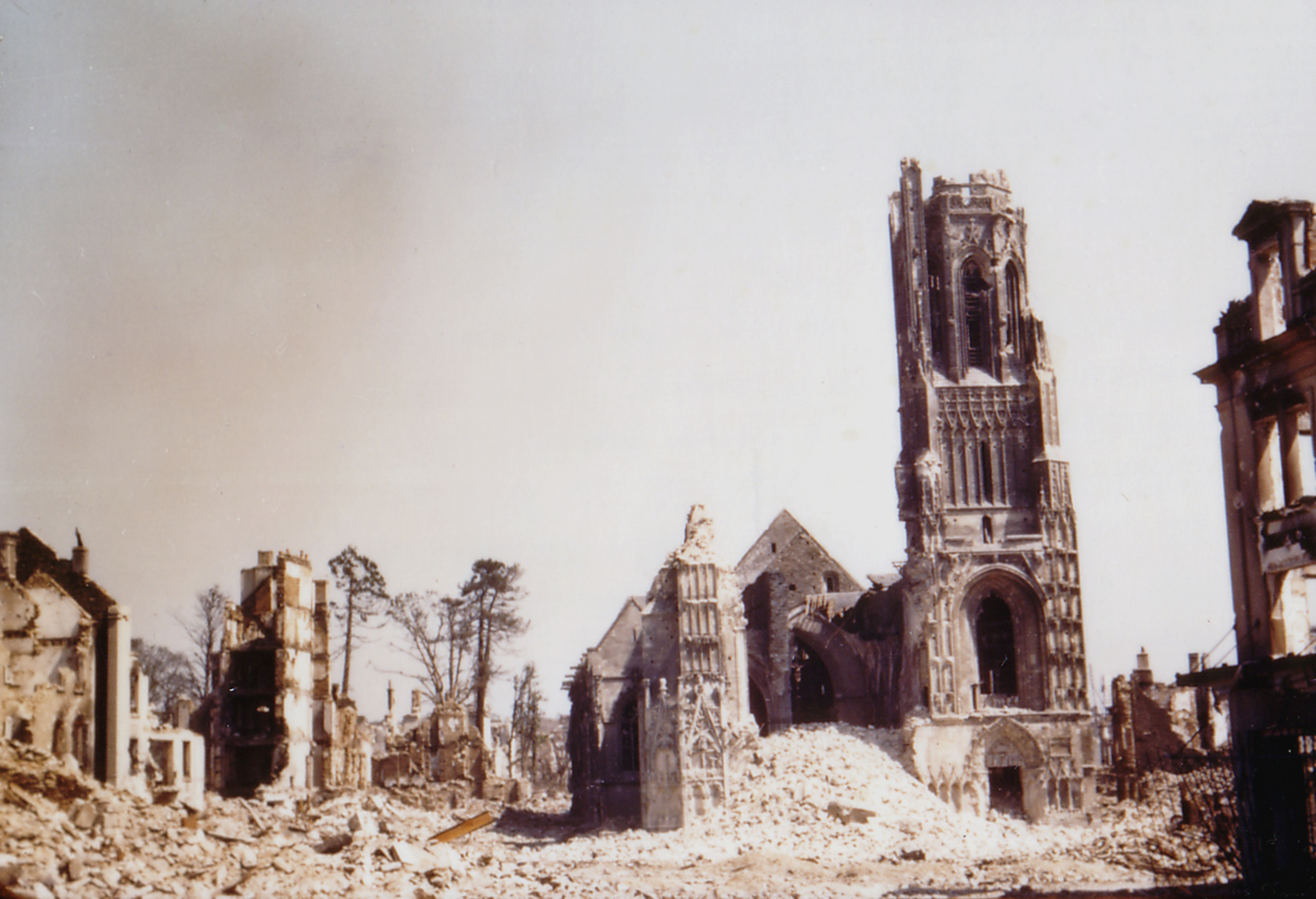
Ruinen der Kirche Notre Dame, 1944

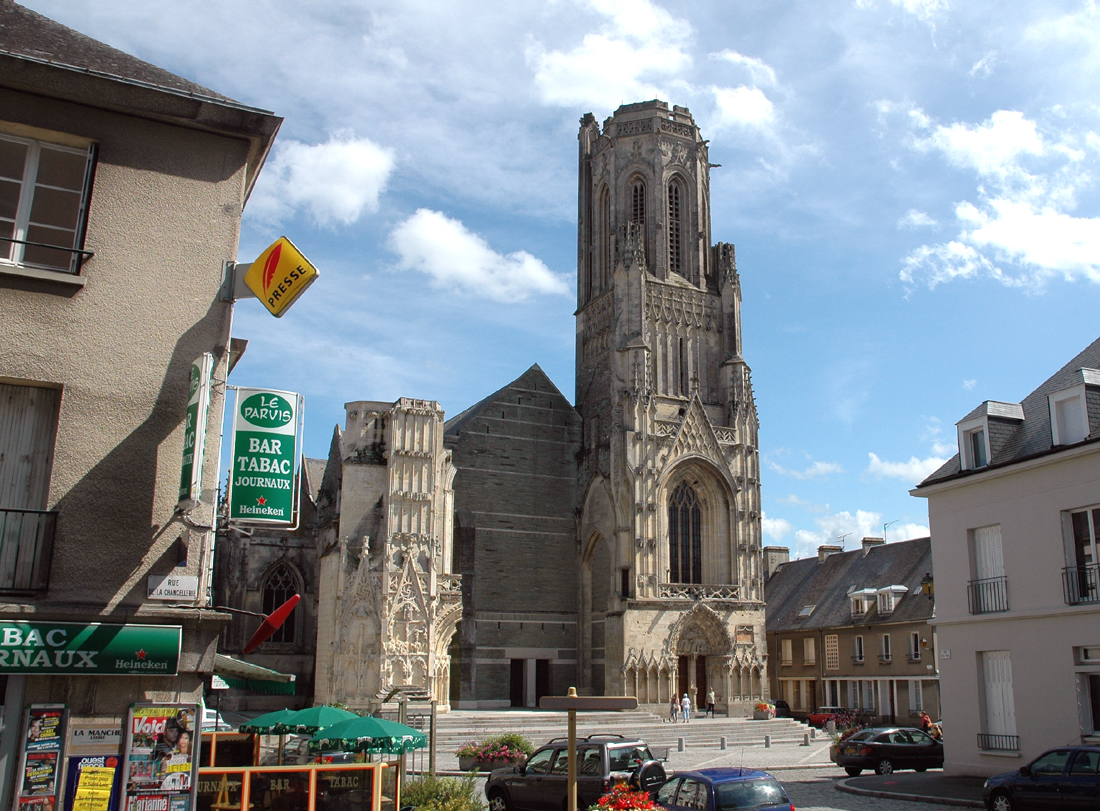
Restaurierte Kirche Notre Dame, 2011

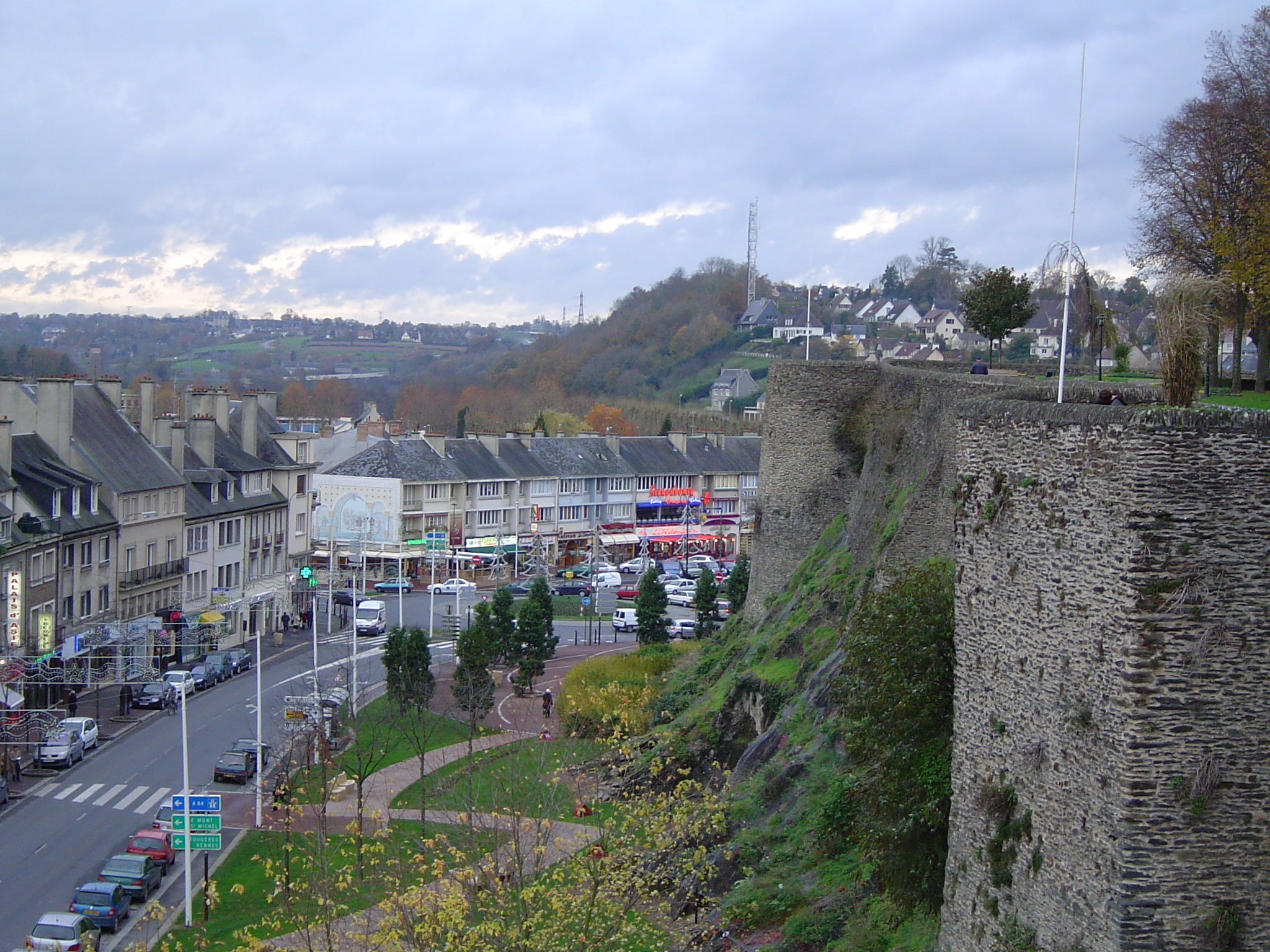
Saint-Lô, 2006

## Städtepartnerschaften
Saint-Lô hat mehrere Partnerstädte:
- Saint-Ghislain in Belgien seit 1962
- Aalen in Deutschland seit 1979
- Christchurch im Vereinigten Königreich seit 1985
- Roanoke in den USA seit 1999

## Persönlichkeiten

### Söhne und Töchter der Stadt
- Jacques-Davy Duperron (1556–1618), Kardinal, Dichter und Diplomat
- Joachim Legrand (1653–1733), Historiker, Diplomat und Theologe
- Urbain Le Verrier (1811–1877), Mathematiker und Astronom
- Octave Feuillet (1821–1890), Schriftsteller und Mitglied der Académie française
- André Clément Henri Adam (1911–1991), Soziologe und Ethnologe
- Julien Lebas (1924–2021), Sprinter
- Jean Teulé (1953–2022), Schriftsteller, Schauspieler und Comicbuchautor
- Alexis Loret (* 1975), Schauspieler
- Hugues Duboscq (* 1981), Schwimmsportler
- Ewen Fernandez (* 1989), Inline-Speedskater
- Benjamin Édelin (* 1993), Bahnradsportler

### Persönlichkeiten, die vor Ort gewirkt haben
- Der irische Schriftsteller und Literatur-Nobelpreisträger Samuel Beckett (1906–1989) arbeitete von August bis Dezember 1945 als Dolmetscher und Fahrer bei der Errichtung eines provisorischen Krankenhauses durch das irische Rote Kreuz in Saint-Lô mit.[3]